# Státní tiskárna cenin

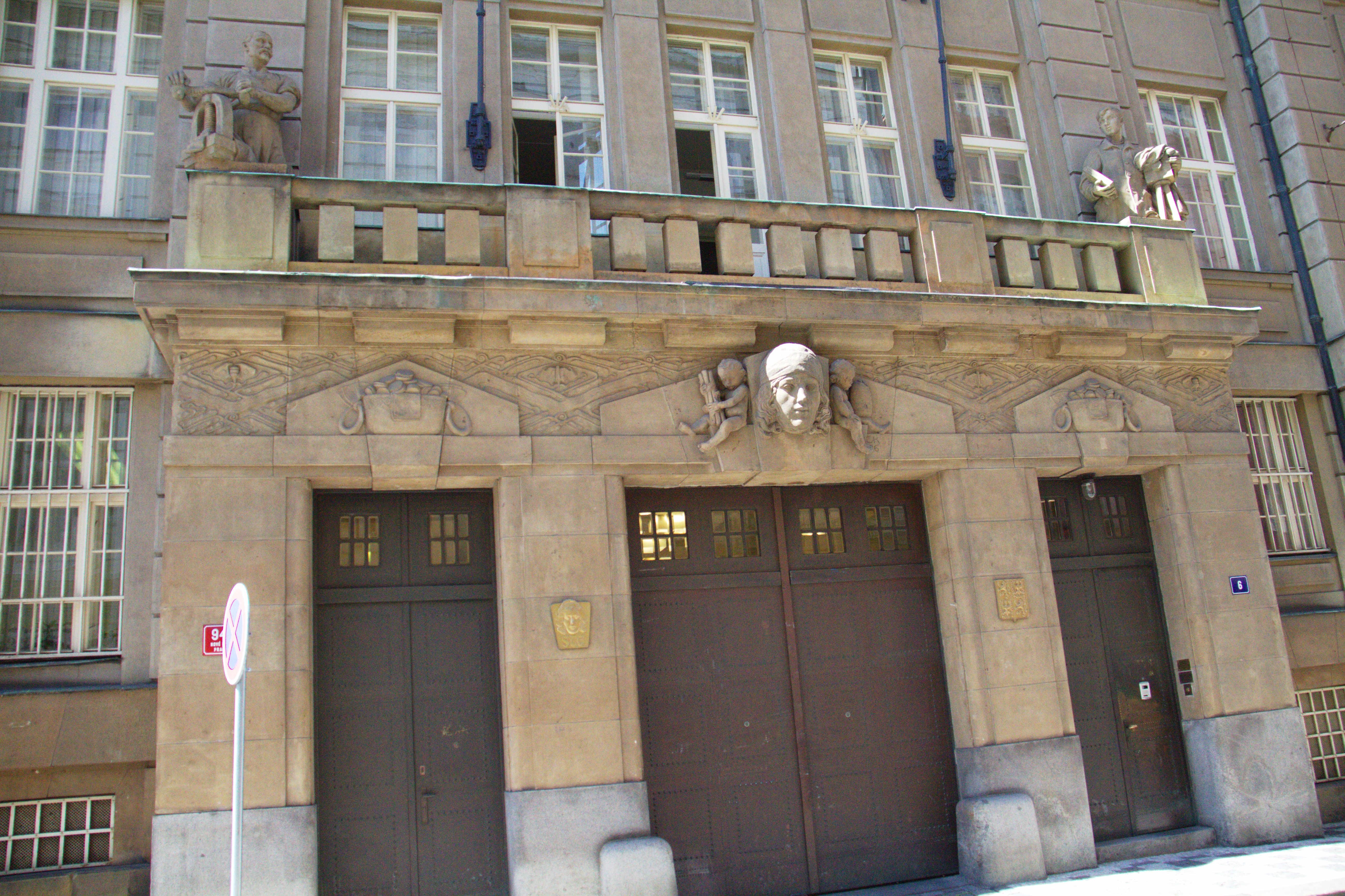
Vstup do objektu v Růžové ulici v Praze na Novém Městě

Státní tiskárna cenin, s.p., je státní podnik provozující tiskařské a polygrafické služby se zaměřením na bezpečnostní tisk.

## Historie
Impulsem k založení vlastní tiskárny cenin byl vznik Československa a potřeba tisku nových bankovek. První emisí bankovek vytištěných na území Československa byly bankovky v nominálních hodnotách 1, 5, 10, 20, 50, 100 a 500 Korun. Bankovky vyšších nominálních hodnot 1000 a 5000 Korun byly vytištěny v zahraničních tiskárnách. Jelikož v roce 1919, kdy byla první emise bankovek tištěna, nebyla na území tehdejšího Československa žádná specializovaná tiskárna, probíhal tisk v běžných průmyslových tiskárnách. Bankovky hodnot 1, 5 a 50 Korun byly vytištěny v tiskárně Andrease Haase v Praze. 10 Korunová bankovka byla vytištěna zčásti v tiskárně grafického studia Otto a Růžička v Pardubicích a zčásti v tiskárně A. Haase. Další tiskárnou podílející se na tisku prvních bankovek byla Národní politika v Praze, která vytiskla hodnoty 100 Korun a zčásti 20 Korun. Druhou část emise 20 korunových bankovek vytiskla Česká grafická unie v Praze spolu s celou emisí 500 Korunových bankovek.
Za účelem zajištění komplexní výroby na potřebné úrovni v tuzemské tiskárně bylo rozhodnuto o postavení nové centrální tiskárny bankovek. Nová tiskárna byla vybudována v letech 1924–1927 (architekt Josef Sakař) a byla v ní zahájena výroba v lednu 1928. Koncem roku 1928 měla tiskárna již 133 zaměstnanců.
V roce 1937 získala tiskárna na Mezinárodní výstavě umění a techniky v Paříži čestný diplom za realizaci bankovky v hodnotě 1000 Korun podle návrhu Maxe Švabinského. Po skončení druhé světové války tiskla tiskárna papírové bankovky i další ceniny a doklady pro tuzemské potřeby, ale i pro zahraniční zákazníky. Od vzniku Státní banky Československé 1. července 1950 až do 30. června 1953 byla tiskárna zařazena jako útvar centrální banky. Od 1. července 1953 pak vznikl nový samostatný podnik pod názvem Státní tiskárna cenin, který převzal kompetence původní tiskárny.
V roce 1989 došlo k modernizaci tiskárny, spojené zejména s výrobou nových bankovek. Ten samý rok byla vybrána bankovka v hodnotě 20 Korun s portrétem Jana Ámose Komenského bankovkou roku.
Prvními bankovkami vytištěnými ve Státní tiskárně cenin po rozdělení Československa byly nominální hodnoty 200, 1000 a 5000 Korun. Bankovky v ostatních hodnotách 50, 100 a 500 Korun byly vytištěny v tiskárně Thomas de La Rue v Londýně.
V současné době působí Státní tiskárna cenin i nadále jako specializovaná firma vyrábějící z 95% speciální ceninovou výrobu pro potřeby České národní banky.
V roce 2008 byla bankovka v hodnotě 1000 korun s novými ochrannými prvky vyhlášena druhou nejlepší bankovkou roku společností International Association of Currency Affairs. První místo obsadila venezuelská centrální banka za novou sérii bankovek.

## Kontroverze
V roce 2008 udělil Úřad pro ochranu osobních údajů pokutu STC ve výši 100 tisíc korun. Za porušením zákona stál kamerový systém, který dohlížel na pracovníky v budově nejen během výkonu zaměstnání. Vedení STC výsledek kontroly odmítlo.
V listopadu 2013 si ministr financí Jan Fischer předvolal dlouholetého generálního ředitele STC Richarda Bulíčka. Ten byl podezřelý ze střetu zájmů, když dvakrát po sobě přijal k Vánocům jako dar obrazy v celkové hodnotě desítek tisíc korun. Dary mu věnoval podnikatel Jan Janků z papírny Neograph, který byl obviněn z manipulací veřejné zakázky pro pražský dopravní podnik. Fischer Bulíčkovi nařídil, aby dary vrátil. Poté, co v roce 2014 média zjistila, že tiskárna rozdávala politikům, státním úředníkům či podnikatelům coby dary desetigramové zlaté slitky, byl Richard Bulíček odvolán tehdejším ministrem financí Andrejem Babišem (ANO). Po jeho odvolání STC vedla v pověření zástupkyně generálního ředitele Olga Dudková. Ministerstvo financí následně na podřízený úřad podalo trestní oznámení. Policie ovšem trestní oznámení již v září 2014 odložila. Ministerstvo financí proti tomu poté podalo stížnost a uspělo. STC na zlaté a stříbrné dary pro vlivné osoby mezi lety 2009 a 2014 vynaložilo 14 milionů korun. Nový generální ředitel Pavel Novák následně nechal provést v STC audity. Novák následně podal trestní oznámení na nevýhodně uzavírané smlouvy předchozím vedením. Tiskárna podle něj využívala výjimky ze zákona o veřejných zakázkách, aby nemusela soutěžit.

## Vedení podniku

### Generální ředitelé
- Tomáš Hebelka (2016–...)
- Pavel Novák (2014–2016)
- Richard Bulíček (1991–2014)

### Dozorčí rada
Aktuální k říjnu 2024:
- Václav Pirkl (předseda)
- Soňa Snopková (místopředsedkyně)
- Jakub Čermák
- Věra Hnátová
- Petr Fikar